# كأس أوروبا لكرة السلة 2006–07
كأس أوروبا لكرة السلة 2006–07  هو موسم من كأس أوروبا لكرة السلة. أقيم خلال الفترة 30 أكتوبر 2006 وحتى 10 أبريل 2007، وأشرف على تنظيمه اتحاد الدوريات الأوروبية لكرة السلة ‏، وكان عدد الأندية المشاركة فيه  24، وفاز فيه ريال مدريد لكرة السلة.